# Salteras
Salteras település Spanyolországban, Sevilla tartományban. Salteras Sevilla, Santiponce, Valencina de la Concepción, Espartinas, Olivares, Gerena, Guillena és La Algaba községekkel határos. Lakosainak száma 5580 fő (2024).

## Népesség
A település népessége az elmúlt években az alábbi módon változott:
| Lakosok száma | 3227 | 3708 | 4692 | 5009 | 5368 | 5468 | 5499 | 5530 | 5616 | 5580 |
|               | 2001 | 2004 | 2007 | 2009 | 2012 | 2014 | 2017 | 2019 | 2022 | 2024 |